# София-Антиполис
«София-Антиполис» (англ. Sophia Antipolis) — технологический парк северо-западнее Антиба и юго-западнее Ниццы во Франции. Большая часть парка расположена в коммуне Вальбонн. Технопарк создан в 1970—1984 годах как место работы компаний в области вычислительной техники, электроники, фармакологии и биотехнологий. Здесь также располагаются несколько высших учебных заведений и европейская штаб-квартира консорциума W3C.
Технопарк «София-Антиполис» получил название в честь Софии Григорьевны Гликман-Тумаркиной (1905—1979), уроженки Киева, — супруги основателя парка, французского сенатора Пьера Лаффитта (фр.). Кроме того, слово «софия» в переводе с греческого означает «мудрость», а «Антиполис» — древнегреческое название города Антиб.

## Научно-исследовательские и учебные организации
- European Research Consortium for Informatics and Mathematics (ERCIM), европейская штаб-квартира Консорциума Всемирной паутины
- Европейский институт по стандартизации в области телекоммуникаций (ETSI)
- EURECOM
- INRIA, Sophia-Antipolis unit
- Institut Interdisciplinaire d’Intelligence Artificielle — 3iA
- Institut Sophia Agrobiotech — (INRAE / CNRS / UCA (фр.))
- Institut Universitaire de Technologie (IUT) Nice-Côte d’Azur — (UCA)
- Laboratoire d’Informatique, Signaux et Systèmes de Sophia Antipolis (I3S) — (CNRS/UCA)
- Mines ParisTech
- Polytech Nice Sophia (фр.), политехническая школа Университета Лазурного берега (UCA), ранее относилась к Университету Ниццы — Софии-Антиполис
- Skema Business School[1]

## Компании
Неполный список компаний и организаций, расположенных в технопарке «София-Антиполис»:
- 3Roam (англ.)
- Accenture
- Air France
- ALTEN (англ.)
- Altran Praxis (англ.)
- Amadeus, ИТ-компания в индустрии туризма и путешествий
- American Express Global Business Travel
- ARM Holdings
- Ashland Global
- Astrium GeoInformation Services
- Atos Origin
- Avanade (англ.)
- Cadence Design Systems
- Capgemini
- Codix
- CSR plc
- Fortinet
- France Telecom
- Galderma Laboratories
- Hewlett-Packard
- Hitachi Sophia-Antipolis laboratory
- Honeywell
- IBM
- Icera Semiconductor
- Infineon Technologies
- Luxottica
- MRL Technology
- Nicox
- Orange
- Pixeet
- Polytech'Nice-Sophia, политехническая школа Университета Ниццы — <Софии-Антиполис>
- Questel[2]
- Rohm and Haas
- SAP AG, SAP Labs France
- Schneider Electric
- Sopra Steria
- STMicroelectronics — STNWireless JV.
- Tetra Engineering Europe
- The Next Level
- UDcast
- Wall Street Systems
- Wipro

К преимуществам парка «София-Антиполис» также можно отнести близость к филиалам Thales Alenia Space (в Канне), IBM (в Ла-Годе) и Schneider Electric (в Карро).